# Louis Marie Florent du Châtelet

Wappen derer von Le Châtelet

Louis Marie Florent du Châtelet oder vollständige Schreibweise: Louis Marie Florent de Lomont d’Haraucourt, duc du Châtelet (* 20. November 1727; † 13. Dezember 1793) war ein Lieutenant général und Diplomat in französischem Dienst. Geboren in Semur-en-Auxois, starb er in Paris unter der Guillotine.

## Leben

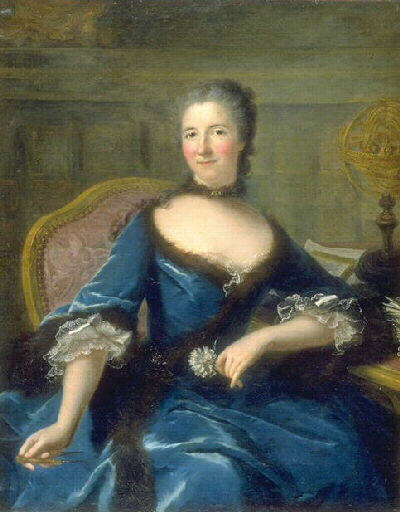
Die Mutter Émilie du Châtelet in einem Porträt von Marianne Loir. Bordeaux, Musée des Beaux-Arts

Er entstammte dem Haus du Châtelet (einer jüngeren Linie des Hauses Chasteler, die sich wiederum im 13. Jahrhundert unter Thierry de Lorraine, Seigneur d’Autigny, Sohn von Herzog Friedrich I. von Lothringen vom Hause Elsaß abgespalten hatte.)
Louis Marie Florent de Lomont war der Sohn von Florent Claude, Marquis du Châtelet und Émilie du Châtelet, Brieffreundin von Voltaire. Im Jahre 1740 übernahm er den Titel Marquis du Châtelet. Später dann nannte er sich Comte de Lomont oder Comte du Châtelet-Lomont. Seit 1770 trug er auch den Titel Duc du Châtelet.
Am 24. April 1752 heiratete er Diane Adélaïde de Rochechouart, Tochter von François Charles de Rochechouart, Marquis de Faudoas. Diese Ehe vereinigte zwei der angesehensten Häuser Frankreichs (→ Haus Rochechouart). Bei der Hochzeit in Versailles waren König Ludwig XV., die Königin, die Mitglieder der königlichen Familie, sowie die Eltern und Freunde beider Häuser anwesend.

## Am Lothringischen Hof
In diesem Zeitraum war der Marquis du Châtelet Colonel des Régiment de Quercy und Kammerherr des ehemaligen polnischen Königs Stanislaus I. Leszczyński, dem Schwiegervater von Louis XV. und seit kurzem Herzog von Lothringen und Bar. (Es war dies jedoch kein erblicher Titel.) Châtelet blieb in Lunéville, wo seine Mutter einige Jahre zuvor gestorben war und wo der ehemalige polnische König einen großen Hofstaat unterhielt. Im Jahre 1754 wurde er dann Colonel des Régiment de Navarre. Am 9. August 1754 wurde er zum Brigadier im „Régiment du Roi“ und 1767 zum Lieutenant-colonel befördert.
Nach dem Tod seines Vaters im Jahre 1765 erbte er das Schloss Cirey.
Als Gouverneur von Semur-en-Auxois und von Toul wurde er bald zum Maréchal de camp befördert und mit dem Großkreuz des Ordre royal et militaire de Saint-Louis dekoriert.

## Botschafter in Wien
Im Jahre 1761 wurde er zunächst zum Gesandten und noch im gleichen Jahr durch Louis XV zum Botschafter an den Hof von Wien bestellt. Hier regierte Kaiser Franz I. als Franz III. vormals Herzog von Lothringen und Bar. Châtelet ersetzte hier den bisherigen Botschafter César Gabriel de Choiseul-Praslin, der zum Außenminister ernannt wurde.
Nach dem Tod von Stanislaus I. Leszczyński im Jahre 1766 fiel das von ihm bisher regierte Herzogtum endgültig an Frankreich. Châtelet sah danach keinen Grund mehr darin, in Lunéville zu bleiben und übersiedelte in seinen Heimatort nach Cirey-sur-Blaise. Im Jahre 1768 wurde er zum französischen Botschafter am Hof von London ernannt und erhielt 1770 den nichterblichen Herzogstitel verliehen. Im selben Jahr beauftragte er den Bau des Stadtpalais Hôtel du Châtelet in Paris, das 1776 vollendet war.

## Revolution
1787 ließ Ludwig XVI. die Provinzialversammlung einberufen um finanzielle und wirtschaftliche Reformen zu verabschieden. Der Duc du Châtelet wurde durch den König zum Vorsitzenden der Provinzialversammlung der Île-de-France ernannt, der diesen darin ehrenvoll als « cousin » ansprach. Diese Einrichtung, die aus Mitgliedern der drei Stände bestand, trat erstmals am 11. Juli des Jahres in Melun zusammen. Der Duc du Châtelet hielt in dieser Versammlung die Eröffnungsrede.
Im Jahre 1789, nach der Einberufung der Generalstände, bereitete sich zunehmend Unruhe im Land aus, die auch auf die Gardes-Françaises übergriffen, in denen der Duc du Châtelet zu diesem Zeitpunkt einer der Befehlshaber war. In Furcht, die von den Agitatoren verbreiteten Grundsätze würden dem Geist der Disziplin der Truppe widersprechen, wurde den Bezirksversammlungen die Zusammenkunft verwehrt. Zu Beginn des Monats Juli 1789 sollten diejenigen der Gardes-Françaises, die sich weigerten dem Befehl nachzukommen in die Kasernen zurückzukehren, in das Militärgefängnis „l'Abbaye“ verbracht werden. Um das zu verhindern, hatte jedoch die Bevölkerung dieses bereits demoliert.
Am 12. Juli wurde der unbeliebte Duc du Châtelet in Paris von der Menge erkannt und es wurde versucht, seiner habhaft zu werden. Er flüchtete in ein Militärgebäude in der Chaussée d'Antin, wo sich ein Capitaine Barbet schützend vor ihn stellte. Dieser brachte dann seine Kameraden dazu, ihren Colonel sicher in das Hôtel de Richelieu zu geleiten, welches als ihr Hauptquartier diente.
Es verhinderte letztendlich nicht die Festnahme des Herzogs; der Terror verschont niemanden, Arbeiter, Bauern oder Herzog, wer verdächtig schien, kam auf die Liste.
Am 13. Dezember 1793 wurde der Duc du Châtelet auf dem „Place de la Révolution“ in Paris durch die Guillotine enthauptet.

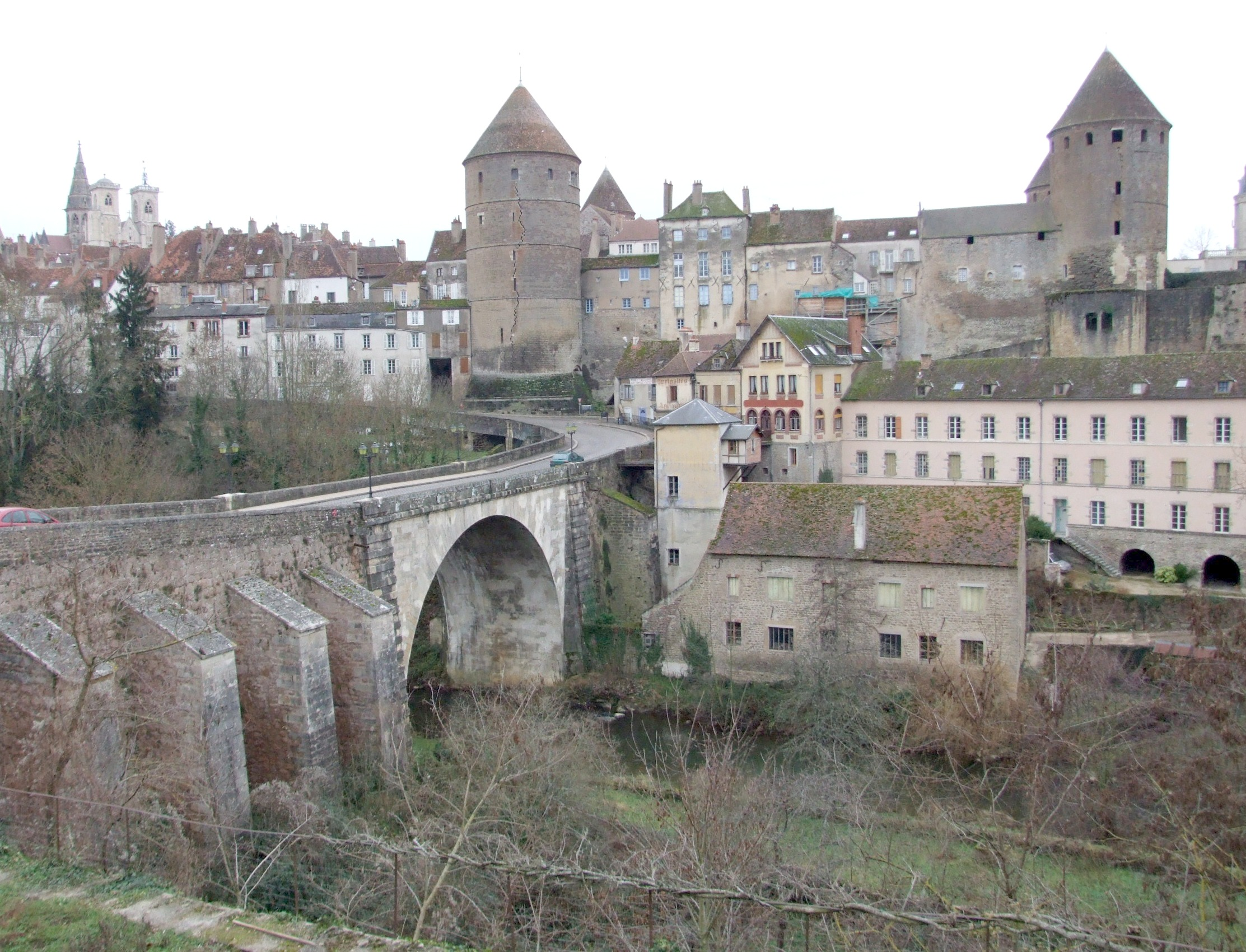
Das Schloss von Semur-en-Auxois, Geburtsort und Besitz des Duc de Châtelet

## Hinterlassenschaft
Louis Marie Florent, Duc du Châtelet hinterließ die Baronie de Cirey, die Herrschaften Cirey, Bouzancourt, Marbéville, seinen Teil der Herrschaft von Brachay, ein Drittel der Herrschaft von Arnancourt, seine Rechte an Morancourt und Blumeray, sein Lehen Charmememont, Boulevaux, Paulie à Cirey und Stainville à Fays, dann noch die Herrschaften Saint-Amand, Saint-Eulien, Haussignémont, Chagny, Mertaut und Outrepont, Teile an der Schlossherrschaft von Pierrefite, die Herrschaften von Naive, Loisey, Culey, Rozières, Rupt-sur-Saône, Érize-la-Brûlée, Erize-les-Saint-Dizier, Rumont, Lomont, Montboillon, Torpes, Amances, Senoncourt und Vy-les-Lures, die Burg von Semur-en-Auxois, sowie Ländereien in Origny, Ville-Thierry und Varenne.

## Nachkommen

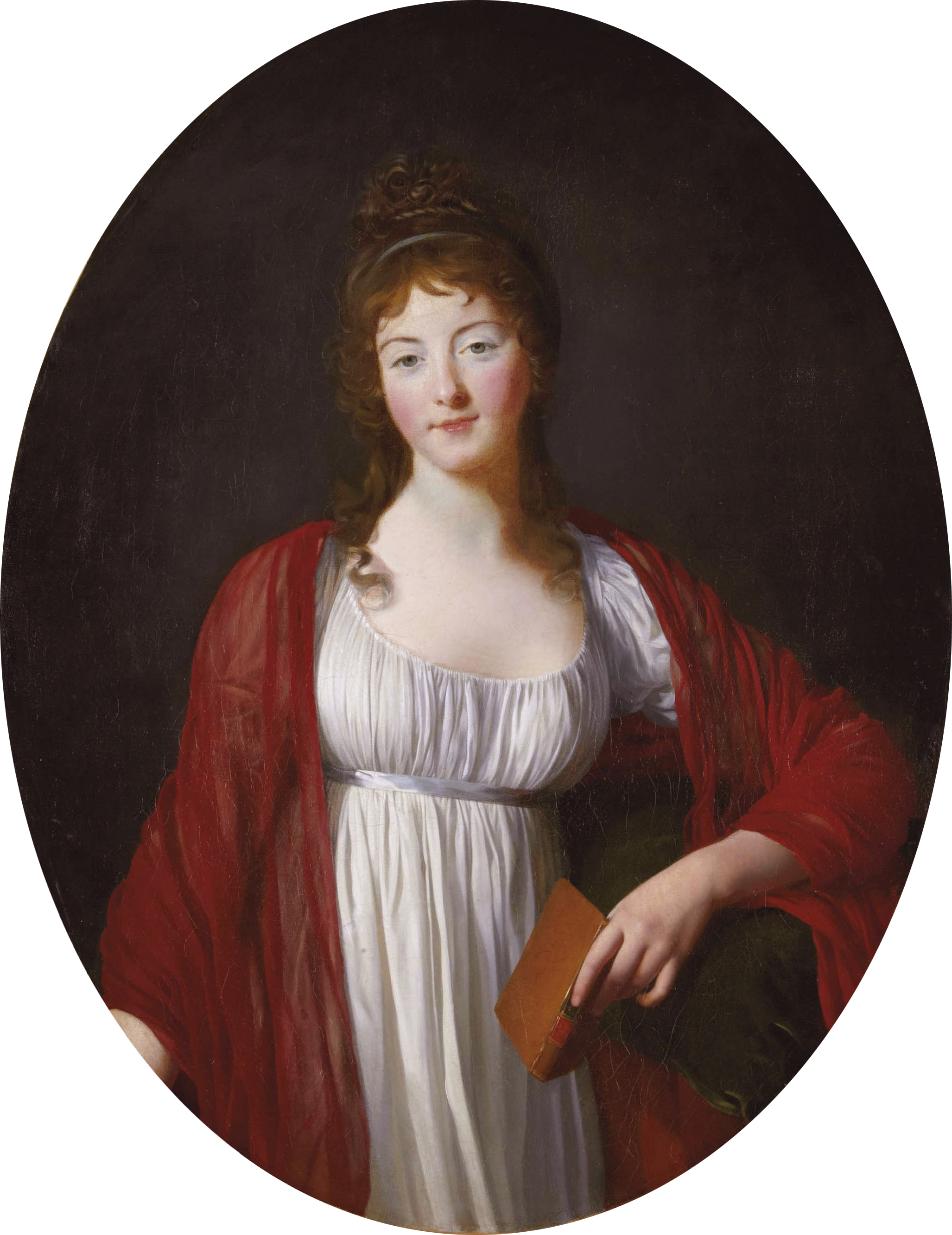
Diane Adélaïde de Simiane (zirka 1800)

Louis Marie Florent du Châtelet hatte eine angeheiratete Nichte, die spätere Madame de Simiane, Diane-Adélaïde de Damas, Tochter von Jacques-François de Damas und Zéphirine-Félicité de Rochechouart, Schwester der Herzogin von Châtelet.
Sie heiratete 1777 Charles-François de Simiane, einen französischen Offizier, der bereits 1784 verstarb oder gefallen ist. Da ihre Eltern bereits ebenfalls verstorben waren, wurde die junge Witwe nunmehr von den Châtelets wie eine eigene Tochter behandelt.